# Clasificación de FIBA Europa para la Copa Mundial de Baloncesto de 2027
La clasificación de FIBA Europa para la Copa Mundial de Baloncesto de 2023 es el tercer torneo de selecciones nacionales de baloncesto que determinará los clasificados por parte del continente europeo a la Copa Mundial de 2027 que se disputará en Catar. La competición comenzó el 19 de febrero de 2024 y culminará en marzo de 2027. FIBA Europa contará con 12 cupos para el Mundial, los cuales serán disputados por 42 equipos en los clasificatorios.

## Formato
La estructura de la clasificación se compone de la siguiente manera:
- Preclasificatorios
  - Primera ronda: Participaron los ocho equipos que no avanzaron en la fase previa de clasificación para el Campeonato Europeo de Baloncesto Masculino de 2025 (más los participantes Armenia y Azerbaiyán) y se dividieron en tres grupos (dos de tres y uno de cuatro equipos). Los equipos mejor ubicados de cada grupo avanzaron a la segunda ronda más el mejor segundo lugar.
  - Segunda ronda: Participarán los cuatro equipos de la ronda anterior y se unirán los ocho equipos eliminados de la clasificación para el Campeonato Europeo de 2025. Se dividen en cuatro grupos de tres equipos. Los dos mejores equipos de cada grupo avanzan a los clasificatorios.
- Clasificatorios: 
  - Primera ronda: Los 24 equipos que clasificaron al Campeonato Europeo y los ocho equipos que avanzaron de los preclasificatorios se dividen en ocho grupos de cuatro equipos para jugar partidos de ida y vuelta. Los tres equipos mejor ubicados de cada grupo avanzan a la segunda ronda.
  - Segunda ronda: Los 24 equipos que avanzaron se dividen en cuatro nuevos grupos de seis equipos. Todos los resultados de la ronda anterior se transfieren a esta nueva ronda. Los tres equipos mejor ubicados de cada grupo se clasifican para la Copa del Mundo.

## Equipos participantes
| Clasificatorios | Segunda ronda de preclasificatorios                                                   | Primera ronda de preclasificatorios                                                |
| --- | ------------------------------------------------------------------------------------- | ---------------------------------------------------------------------------------- |
| Alemania Bélgica Bosnia y Herzegovina Chipre Eslovenia España Estonia Finlandia Francia Georgia Gran Bretaña Grecia Islandia Israel Italia Letonia Lituania Montenegro Polonia Portugal República Checa Serbia Suecia Turquía | Bulgaria Croacia Dinamarca Eslovenia Hungría Macedonia del Norte Países Bajos Ucrania | Albania Armenia Austria Azerbaiyán Irlanda Kosovo Luxemburgo Noruega Rumania Suiza |

## Preclasificatorios

### Primera ronda
La primera ronda se disputó entre los ocho equipos que fueron eliminados en la tercera ronda de la clasificación para el Campeonato Europeo de Baloncesto Masculino de 2025 además de Armenia y Azerbaiyán. 
Las diez naciones participantes se dividieron en tres grupos. El Grupo A contenía cuatro equipos, mientras que los Grupos B y C incluían tres equipos cada uno. Los equipos fueron sembrados para el sorteo según el Ranking Mundial FIBA al 27 de febrero de 2023 Cada equipo jugó con los otros equipos de su grupo en partidos de ida y vuelta en un sistema de todos contra todos. Cuatro equipos en total (los tres ganadores de grupo más el equipo mejor clasificado en segundo lugar en todos los grupos) avanzaron a la Segunda ronda . Los otros seis equipos fueron eliminados.

#### Grupo A
| Pos. | Equipo     | PJ | G | P | PF  | PC  | DP   | Pts | Clasificación                        |
| ---- | ---------- | -- | - | - | --- | --- | ---- | --- | ------------------------------------ |
| 1    | Suiza      | 6  | 6 | 0 | 484 | 341 | +143 | 12  | Segunda ronda de pre-clasificatorios |
| 2    | Irlanda    | 6  | 3 | 3 | 454 | 470 | −16  | 9   |                                      |
| 3    | Kosovo     | 6  | 2 | 4 | 442 | 489 | −47  | 8   |                                      |
| 4    | Azerbaiyán | 6  | 1 | 5 | 405 | 485 | −80  | 7   |                                      |

 Fuente: FIBA

##### Resultados
Primera ventana
| 22 de febrero de 2024 | Suiza                                                                        | 72–53                                | Azerbaiyán                                                             | Friburgo |  |
| 19:00 (UTC+1)         | Parciales: 10-20, 19-8, 21-15, 22-10                                         | Parciales: 10-20, 19-8, 21-15, 22-10 | Parciales: 10-20, 19-8, 21-15, 22-10                                   | |  |
|                       | Estadísticas Selim Fofana (19) Michel-Ofik Nzege (10) R. Zinn, S. Fofana (5) | Reporte Pts Reb Asts                 | Estadísticas (22) Zach LeDay (6) E. Donat, Z. LeDay (4) Akbar Mammadov | Pabellón: Site Sportif Saint-Leonard Asistencia: 1,1150 espectadores Árbitros: Stylianos Simeonidis Joaquín García González Alessandro Perciavalle |  |

| 22 de febrero de 2024 | Kosovo                                                                 | 83–76                                 | Irlanda                                                             | Pristina |  |
| 19:00 (UTC+1)         | Parciales: 22-17, 23-21, 20-19, 18-19                                  | Parciales: 22-17, 23-21, 20-19, 18-19 | Parciales: 22-17, 23-21, 20-19, 18-19                               | |  |
|                       | Estadísticas Drilon Hajrizi (20) Drilon Hajrizi (9) Mikaile Tmušić (6) | Reporte Pts Reb Asts                  | Estadísticas (27) Jordan Blount (13) Jordan Blount (4) Taiwo Badmus | Pabellón: Pallati i Rinisë dhe i Sporteve Asistencia: 2,500 espectadores Árbitros: Ali Şakacı Jan Baloun Edgard Ceccarelli |  |

| 25 de febrero de 2024 | Azerbaiyán                                                             | 87–77                                 | Kosovo                                                            | Bakú |  |
| 14:00 (UTC+4)         | Parciales: 19-19, 24-25, 16-16, 28-17                                  | Parciales: 19-19, 24-25, 16-16, 28-17 | Parciales: 19-19, 24-25, 16-16, 28-17                             | |  |
|                       | Estadísticas Orhan Hacıyeva (27) Donta Hall (14) Shirzad Shirzadov (6) | Reporte Pts Reb Asts                  | Estadísticas (20) Dardan Berisha (6) Dardan Kapiti (6) Musab Mala | Pabellón: Sarkhadchi Sport Center Asistencia: 2,400 espectadores Árbitros: Andžej Urbanovič Ritvars Helmšteins Viktor Nagy |  |

| 25 de febrero de 2024 | Irlanda                                                              | 63–86                                 | Suiza                                                             | Dublín |  |
| 15:00 (UTC0)          | Parciales: 14-22, 14-19, 14-22, 20-23                                | Parciales: 14-22, 14-19, 14-22, 20-23 | Parciales: 14-22, 14-19, 14-22, 20-23                             | |  |
|                       | Estadísticas Sean Flood (15) Rapolas Buivydas (8) Tres jugadores (3) | Reporte Pts Reb Asts                  | Estadísticas (15) Noe Anabir (9) Killian Martin (11) Selim Fofana | Pabellón: National Basketball Arena Asistencia: 1,500 espectadores Árbitros: Valerio Grigioni Javier Torres Sánchez Chess Van Looy |  |

Segunda ventana
| 21 de noviembre | Irlanda                                                           | 91–67                                 | Azerbaiyán                                                                  | Dublín |  |
| 17:00 (UTC0)    | Parciales: 25-12, 23-13, 23-20, 20-22                             | Parciales: 25-12, 23-13, 23-20, 20-22 | Parciales: 25-12, 23-13, 23-20, 20-22                                       | |  |
|                 | Estadísticas Sean Flood (28) Jordan Blount (12) Jordan Blount (9) | Reporte Pts Reb Asts                  | Estadísticas (25) Jordan Davis (8) J. Davis, O. Hacıyeva (4) Orhan Hacıyeva | Pabellón: National Basketball Arena Asistencia: 900 espectadores Árbitros: Iain MacDonald Ioannis Tsibouris David Tomasson |  |

| 21 de noviembre de 2024 | Suiza                                                                   | 75–43                               | Kosovo                                                            | Berna |  |
| 19:30 (UTC+1)           | Parciales: 14-12, 22-6, 20-22, 19-3                                     | Parciales: 14-12, 22-6, 20-22, 19-3 | Parciales: 14-12, 22-6, 20-22, 19-3                               | |  |
|                         | Estadísticas Boris Mbala (15) Boris Mbala (12) J. Kazadi, S. Fofana (4) | Reporte Pts Reb Asts                | Estadísticas (9) Mikaile Tmušić (8) Gëzim Morina (4) Gëzim Morina | Pabellón: Mobiliar Arena Asistencia: 585 espectadores Árbitros: Joaquín García González Lukasz Jankowski Domen Kranjc |  |

| 24 de noviembre de 2024 | Azerbaiyán                                                               | 55–85                                | Suiza                                                             | Bakú |  |
| 14:00 (UTC+4)           | Parciales: 20-15, 15-22, 8-24, 12-24                                     | Parciales: 20-15, 15-22, 8-24, 12-24 | Parciales: 20-15, 15-22, 8-24, 12-24                              | |  |
|                         | Estadísticas Orhan Hacıyeva (15) Orhan Hacıyeva (12) Kamran Mammadov (5) | Reporte Pts Reb Asts                 | Estadísticas (19) Toni Ročak (7) Yoan Granvorka (11) Selim Fofana | Pabellón: Baku Sports Palace Asistencia: 1,300 espectadores Árbitros: Tolga Edis Kirile Tvauri Vlad-Theodor Cotrobas-Dascalu |  |

| 24 de noviembre de 2024 | Irlanda                                                        | 91–85                                 | Kosovo                                                              | Dublín |  |
| 17:00 (UTC0)            | Parciales: 24-12, 18-25, 31-21, 18-27                          | Parciales: 24-12, 18-25, 31-21, 18-27 | Parciales: 24-12, 18-25, 31-21, 18-27                               | |  |
|                         | Estadísticas Neal Quinn (23) Neal Quinn (10) Jordan Blount (8) | Reporte Pts Reb Asts                  | Estadísticas (15) Dardan Berisha (8) Rron Ukaj (9) Malcolm Armstead | Pabellón: National Basketball Arena Asistencia: 1,800 espectadores Árbitros: Ritvars Helmsteins Martin Van Hoye Alexandre Maret |  |

Tercera ventana
| 20 de febrero de 2025 | Kosovo                                                                 | 81–79                                 | Azerbaiyán                                                              | Pristina |  |
| 19:30 (UTC+1)         | Parciales: 20-21, 23-20, 17-18, 21-20                                  | Parciales: 20-21, 23-20, 17-18, 21-20 | Parciales: 20-21, 23-20, 17-18, 21-20                                   | |  |
|                       | Estadísticas Mikaile Tmušić (21) Cuatro jugadores (5) Divine Myles (6) | Reporte Pts Reb Asts                  | Estadísticas (21) Donta Hall (16) Donta Hall (5) U. Turgut, K. Mammadov | Pabellón: Pallati i Rinisë dhe i Sporteve Asistencia: 1,000 espectadores Árbitros: Stylianos Simeonidis Mehmet Sahin Mladen Lucic |  |

| 20 de febrero de 2025 | Suiza                                                              | 85–54                                | Irlanda                                                    | Friburgo |  |
| 19:30 (UTC+1)         | Parciales: 30-16, 18-15, 19-9, 18-14                               | Parciales: 30-16, 18-15, 19-9, 18-14 | Parciales: 30-16, 18-15, 19-9, 18-14                       | |  |
|                       | Estadísticas Boris Mbala (19) Tres jugadores (5) Selim Fofana (10) | Reporte Pts Reb Asts                 | Estadísticas (18) Neal Quinn (9) Neal Quinn (3) Sean Flood | Pabellón: Site Sportif Saint-Leonard Asistencia: 3,000 espectadores Árbitros: Alessandro Perciavalle Arnau Padros Ioannis Agrafiotis |  |

| 23 de febrero de 2025 | Azerbaiyán                                                              | 64–79                                 | Irlanda                                                    | Bakú |  |
| 17:00 (UTC+4)         | Parciales: 16-21, 14-20, 19-13, 15-25                                   | Parciales: 16-21, 14-20, 19-13, 15-25 | Parciales: 16-21, 14-20, 19-13, 15-25                      | |  |
|                       | Estadísticas Shirzad Shirzadov (14) Donta Hall (12) Kamran Mammadov (4) | Reporte Pts Reb Asts                  | Estadísticas (23) Sean Flood (9) Neal Quinn (5) Sean Flood | Pabellón: Baku Sports Palace Asistencia: 700 espectadores Árbitros: Zdravko Rutesic Duhan Köyici Nemanja Vlahovic |  |

| 23 de febrero de 2025 | Kosovo                                                               | 73–81                                 | Suiza                                                                             | Pristina |  |
| 19:30 (UTC+1)         | Parciales: 14-23, 16-23, 15-13, 28-22                                | Parciales: 14-23, 16-23, 15-13, 28-22 | Parciales: 14-23, 16-23, 15-13, 28-22                                             | |  |
|                       | Estadísticas Dardan Berisha (20) Dardan Kapiti (11) Divine Myles (4) | Reporte Pts Reb Asts                  | Estadísticas (21) Dylan Ducommun (10) Yoan Granvorka (5) Jamal Jelani Deon George | Pabellón: Pallati i Rinisë dhe i Sporteve Asistencia: 2,500 espectadores Árbitros: Edgard Ceccarelli Polat Parlak Jan Baloun |  |

#### Grupo B
| Pos. | Equipo     | PJ | G | P | PF  | PC  | DP  | Pts | Clasificación                        |
| ---- | ---------- | -- | - | - | --- | --- | --- | --- | ------------------------------------ |
| 1    | Rumania    | 4  | 3 | 1 | 316 | 287 | +29 | 7   | Segunda ronda de pre-clasificatorios |
| 2    | Noruega    | 4  | 2 | 2 | 273 | 277 | −4  | 6   | Segunda ronda de pre-clasificatorios |
| 3    | Luxemburgo | 4  | 1 | 3 | 271 | 296 | −25 | 5   |                                      |

 Fuente: FIBA

##### Resultados
Primera ventana
| 22 de febrero de 2024 | Rumania                                                            | 72–76                                             | Luxemburgo                                                                        | Cluj-Napoca                                                 |  |
| 09:00 (UTC+2)         | Parciales: 20-17, 19-10, 16-11, 12-29 (T.E.: 5-9)                  | Parciales: 20-17, 19-10, 16-11, 12-29 (T.E.: 5-9) | Parciales: 20-17, 19-10, 16-11, 12-29 (T.E.: 5-9)                                 |                                                             |  |
|                       | Estadísticas Emanuel Cățe (25) Tudor Girbea (11) Lucas Tohătan (5) | Reporte Pts Reb Asts                              | Estadísticas (15) M. Logelin, B. Kovac (9) O. Vujakovic, C. Rugg (3) Malcom Kreps | Pabellón: BT Arena Asistencia: 3,050 espectadores Árbitros: |  |

| 25 de febrero de 2024 | Luxemburgo                                                          | 58–72                              | Noruega                                                          | Luxemburgo |  |
| 17:00 (UTC+1)         | Parciales: 9-24, 23-19, 20-8, 6-21                                  | Parciales: 9-24, 23-19, 20-8, 6-21 | Parciales: 9-24, 23-19, 20-8, 6-21                               | |  |
|                       | Estadísticas Clancy Rugg (22) Oliver Vujakovic (10) Clancy Rugg (3) | Reporte Pts Reb Asts               | Estadísticas (23) Harald Frey (16) Sjur Dyb Berg (6) Harald Frey | Pabellón: Centre National Sportif & Culturel d'Coque Asistencia: 1,800 espectadores Árbitros: Lukasz Jankowski Armin Mutapcic Martin Van Hoye |  |

Segunda ventana
| 21 de noviembre de 2024 | Noruega                                                            | 62–75                                 | Rumania                                                              | Oslo |  |
| 19:00 (UTC+1)           | Parciales: 20-26, 18-17, 12-12, 12-20                              | Parciales: 20-26, 18-17, 12-12, 12-20 | Parciales: 20-26, 18-17, 12-12, 12-20                                | |  |
|                         | Estadísticas Harald Frey (21) Chris-Ebou Ndow (11) Harald Frey (5) | Reporte Pts Reb Asts                  | Estadísticas (16) Alexandru Olah (13) Emanuel Cățe (5) Lucas Tohătan | Pabellón: Nordstrand Arena Asistencia: 2,200 espectadores Árbitros: Elvis Binders-Coders Jan Baloun Karol Kowalski |  |

| 24 de noviembre de 2024 | Luxemburgo                                                | 78–84                                 | Rumania                                                            | Luxemburgo |  |
| 17:00 (UTC+1)           | Parciales: 12-23, 19-23, 18-19, 29-19                     | Parciales: 12-23, 19-23, 18-19, 29-19 | Parciales: 12-23, 19-23, 18-19, 29-19                              | |  |
|                         | Estadísticas Ben Kovac (23) Clancy Rugg (6) Ben Kovac (4) | Reporte Pts Reb Asts                  | Estadísticas (26) Kris Richard (16) Emanuel Cățe (4) Lucas Tohătan | Pabellón: Centre National Sportif & Culturel d'Coque Asistencia: 1,500 espectadores Árbitros: Edgard Ceccarelli Tijmen Last Hrvoje Cavar |  |

Tercera ventana
| 20 de febrero de 2025 | Noruega                                                           | 68–59                                | Luxemburgo                                                               | Oslo |  |
| 19:00 (UTC+1)         | Parciales: 15-21, 15-17, 22-8, 16-13                              | Parciales: 15-21, 15-17, 22-8, 16-13 | Parciales: 15-21, 15-17, 22-8, 16-13                                     | |  |
|                       | Estadísticas Harald Frey (27) Chris-Ebou Ndow (9) Harald Frey (4) | Reporte Pts Reb Asts                 | Estadísticas (12) Oliver Vujakovic (11) Clancy Rugg (2) Cuatro jugadores | Pabellón: Nordstrand Arena Asistencia: 2,000 espectadores Árbitros: Joaquín García González Ritvars Helmsteins Rainis Värv |  |

| 23 de febrero de 2025 | Rumania                                                                  | 85–71                                 | Noruega                                                                         | Oradea |  |
| 19:00 (UTC+2)         | Parciales: 23-22, 18-20, 22-15, 22-14                                    | Parciales: 23-22, 18-20, 22-15, 22-14 | Parciales: 23-22, 18-20, 22-15, 22-14                                           | |  |
|                       | Estadísticas K. Richard, S. Grasu (14) Emanuel Cățe (6) Emanuel Cățe (6) | Reporte Pts Reb Asts                  | Estadísticas (19) Chris-Ebou Ndow (6) C. Ndow, S. Nordheim (3) Cuatro jugadores | Pabellón: Oradea Arena Asistencia: 2,397 espectadores Árbitros: Nemanja Ninkovic Tolga Edis Kirlie Tvauri |  |

#### Grupo C
| Pos. | Equipo  | PJ | G | P | PF  | PC  | DP  | Pts | Clasificación                        |
| ---- | ------- | -- | - | - | --- | --- | --- | --- | ------------------------------------ |
| 1    | Austria | 4  | 3 | 1 | 401 | 312 | +89 | 7   | Segunda ronda de pre-clasificatorios |
| 2    | Armenia | 4  | 2 | 2 | 346 | 384 | −38 | 6   |                                      |
| 3    | Albania | 4  | 1 | 3 | 290 | 341 | −51 | 5   |                                      |

 Fuente: FIBA

##### Resultados
Primera ventana
| 22 de febrero de 2024 | Austria                                                                  | 106–91                                | Armenia                                                            | Viena |  |
| 19:15 (UTC+1)         | Parciales: 23-29, 31-19, 25-20, 27-23                                    | Parciales: 23-29, 31-19, 25-20, 27-23 | Parciales: 23-29, 31-19, 25-20, 27-23                              | |  |
|                       | Estadísticas Rašid Mahalbašić (27) Rašid Mahalbašić (8) Quincy Diggs (5) | Reporte Pts Reb Asts                  | Estadísticas (30) Chris Jones (7) Zachary Tavitian (8) Chris Jones | Pabellón: Hallmann Dome Asistencia: 1,300 espectadores Árbitros: Zdravko Rutesic Christian Theis Hrvoje Cavar |  |

| 25 de febrero de 2024 | Armenia                                                              | 84–79                                 | Albania                                                                   | Ereván |  |
| 18:00 (UTC+4)         | Parciales: 24-23, 24-19, 14-17, 22-20                                | Parciales: 24-23, 24-19, 14-17, 22-20 | Parciales: 24-23, 24-19, 14-17, 22-20                                     | |  |
|                       | Estadísticas Andre Spight (31) Zachary Tavitian (8) Chris Jones (11) | Reporte Pts Reb Asts                  | Estadísticas (19) Daniel Lekndreaj (10) Frenki Lilaj (5) Daniel Lekndreaj | Pabellón: Sport and Music Complex "Karen Demirchyan" Asistencia: 3,000 espectadores Árbitros: Ciprian Stoica Zoran Mitrovski Emmouil Tsolakos |  |

Segunda ventana
| 21 de noviembre de 2024 | Albania                                                            | 63–99                                 | Austria                                                                    | Durrës |  |
| 19:30 (UTC+1)           | Parciales: 18-27, 17-23, 12-32, 16-17                              | Parciales: 18-27, 17-23, 12-32, 16-17 | Parciales: 18-27, 17-23, 12-32, 16-17                                      | |  |
|                         | Estadísticas Juljan Hamati (16) Juljan Hamati (6) Elvisi Dusha (4) | Reporte Pts Reb Asts                  | Estadísticas (23) Sylven Landesberg (7) Luka Brajkovic (4) Bogić Vujošević | Pabellón: Dhimitraq Goga Sports Palace Asistencia: 250 espectadores Árbitros: Arnau Padros Valerio Grigioni Ioannis Agrafiotis |  |

| 24 de noviembre de 2024 | Armenia                                                             | 80–129                               | Austria                                                                   | Ereván |  |
| 18:00 (UTC+4)           | Parciales: 22-39, 6-29, 25-36, 27-25                                | Parciales: 22-39, 6-29, 25-36, 27-25 | Parciales: 22-39, 6-29, 25-36, 27-25                                      | |  |
|                         | Estadísticas Chris Jones (22) Aleksey Chizhenok (5) Chris Jones (7) | Reporte Pts Reb Asts                 | Estadísticas (25) Sylven Landesberg (12) Fynn Schott (11) Bogić Vujošević | Pabellón: Sport and Music Complex "Karen Demirchyan" Asistencia: 5,000 espectadores Árbitros: Nemanja Ninkovic Ciprian Stoica Stylianos Simeonidis |  |

Tercera ventana
| 20 de febrero de 2025 | Albania                                                           | 70–91                                 | Armenia                                                              | Durrës |  |
| 19:00 (UTC+1)         | Parciales: 17-22, 16-25, 22-22, 15-22                             | Parciales: 17-22, 16-25, 22-22, 15-22 | Parciales: 17-22, 16-25, 22-22, 15-22                                | |  |
|                       | Estadísticas Daniel Lekndreaj (17) Xhuljan Tola (8) Eldi Hysa (6) | Reporte Pts Reb Asts                  | Estadísticas (34) Chris Jones (7) Albert Tatevosyan (10) Chris Jones | Pabellón: Dhimitraq Goga Sports Palace Asistencia: 250 espectadores Árbitros: Ioannis Tsibouris Hrvoje Cavar Domen Krajnc |  |

| 23 de febrero de 2025 | Austria                                                              | 67–78                                 | Albania                                                              | Schwechat |  |
| 16:00 (UTC+1)         | Parciales: 16-19, 15-16, 17-22, 19-21                                | Parciales: 16-19, 15-16, 17-22, 19-21 | Parciales: 16-19, 15-16, 17-22, 19-21                                | |  |
|                       | Estadísticas Imran Suljanovic (11) Luka Brajkovic (9) Lukas Hahn (6) | Reporte Pts Reb Asts                  | Estadísticas (17) Eldi Hysa (7) Xhuljan Tola (5) A. Topalli, E. Hysa | Pabellón: Multiversum Asistencia: 1,500 espectadores Árbitros: Branimir Galić Viktor Nagy Elvis Binders-Coders |  |

#### Mejor segundo lugar
Los partidos contra el 4° lugar del Grupo A no se incluyen para el ranking.
| Pos. | Grp | Equipo  | PJ | G | P | GF  | GC  | DG  | Pts | Clasificación                        |
| ---- | --- | ------- | -- | - | - | --- | --- | --- | --- | ------------------------------------ |
| 1    | B   | Noruega | 4  | 2 | 2 | 273 | 277 | −4  | 6   | Segunda ronda de pre-clasificatorios |
| 2    | C   | Armenia | 4  | 2 | 2 | 346 | 384 | −38 | 6   |                                      |
| 3    | A   | Irlanda | 4  | 1 | 3 | 284 | 339 | −55 | 5   |                                      |

 Fuente: FIBA
Criterios de clasificación: 1) Puntos; 2) Frente a frente; 3) Puntos de diferencia; 4) Puntos anotados.

### Segunda ronda
A los cuatro equipos que avanzaron de la ronda anterior se unirán los ocho equipos que fueron eliminados de la clasificación para el Campeonato Europeo de Baloncesto Masculino de 2025.
Las doce naciones participantes se dividiran en cuatro grupos de tres equipos. Se desarrollará durante seis jornadas del 2 al 20 de agosto de 2025 en la que los dos mejores equipos de cada grupo (ocho en total) se clasificarán para los Clasificatorios Europeo de la Copa del Mundial de Baloncesto FIBA 2027.